# Aldorande
Pour l’article homonyme, voir Alderaan.
Aldorande est un groupe de jazz-funk français. Formé en 2019, son nom s'inspire d'une planète imaginaire de la saga Star Wars. Le quartet comprend Virgile Raffaëlli (Setenta, Camarão Orkestra), Floran Pellissier (Iggy Pop, Guts, Setenta, Cotonete, Al Sunny), Mathieu Edward (Chassol, De La Soul) et Erwan Loeffel (10LEC6, Camarão Orkestra).

## Biographie
Aldorande lance son premier album au titre éponyme en juin 2019 sur le label Favorite Recordings, passe au New Morning à Paris, est sélectionné en juillet par FIP comme « album jazz de la semaine », et devient « Révélation » de Jazz Magazine en février 2020.
En novembre 2021, le quartet sort son deuxième album, Deux, où l'on entend des claviers Fender Rhodes, Clavinet et Minimoog, ainsi que trois cuivres (Paul Bouclier, Benoit Giffard, Frank Chatona) et un chœur céleste qui nous fait décoller du sol » (Akemi Fukimori, Cléo Pénet, Léa Moreau, Al Sunny). L'influence latino s'explique, selon France Musique, par la participation antérieure de Virgile Raffaëlli, de Mathieu Édouard et de Florian Pellissier au collectif Setenta.

## Membres
- Mathieu Édouard — batterie
- Erwan Loeffel — percussions
- Florian Pellissier — clavier
- Virgile Raffaëlli — basse